# 812 أديل
812 Adele كويكب من النوع كويكب من النوع أس من عائلة إينوميا للكويكبات يدور حول الشمس في حزام الكويكبات  اكتشف من قبل الفلكي الروسي سيرغي بلاياسكي في 8 سبتمبر 1915  تبلغ فترة دورانه هي 5.859 ساعة. 
و نصف المحور الرئيسي 2.6585 وحدة فلكية